# Leiblauwe gaai
De leiblauwe gaai (Aphelocoma unicolor) is een zangvogel uit de familie Corvidae (kraaien).

## Verspreiding en leefgebied
Deze soort komt voor van Mexico tot Honduras en telt vijf ondersoorten:
- A. u. guerrerensis: zuidwestelijk Mexico.
- A. u. concolor: zuidoostelijk Mexico.
- A. u. oaxacae: zuidelijk Mexico.
- A. u. unicolor: zuidoostelijk Mexico en Guatemala.
- A. u. griscomi: El Salvador en Honduras.

## Status
De grootte van de populatie is in 2019 geschat op 50.000-500.000 volwassen vogels. Op de Rode lijst van de IUCN heeft deze soort de status niet bedreigd.